# Flipkrave-slægten
Flipkrave-slægten (Teesdalia) er en slægt af planter, der består af to arter, hvoraf den ene findes vildtvoksende i Danmark. Slægten Teesdalia er opkaldt efter den engelske botaniker Robert Teesdale (1740-1804).

## Arter
Den danske art i slægten:
- Flipkrave (Teesdalia nudicaulis)